# 하우슈카
폴커 베르텔만(독일어: Volker Bertelmann, 1966년 ~ )은 예명 하우슈카(Hauschka)로 활동하는 독일의 피아니스트, 작곡가이다. 현재는 뒤셀도르프에 거주 중이다. 영화 《라이언》(2016)의 OST를 작곡했다(더스틴 오핼러런과 공동).

## 영화
- 올드 가드 (음악)